# Jeff Fuchs
Pour les articles homonymes, voir Fuchs.
Jeff Fuchs est un explorateur, alpiniste et écrivain. Il est célèbre pour avoir été le premier occidental à parcourir l'intégralité de l'ancienne route du thé entre le Yunnan et le Tibet, qui s'étire sur 6000 kilomètres à travers l'Himalaya et traverse les zones d'habitations d'une douzaine de peuples. Son expédition est racontée dans son livre L'ancienne route du thé : voyage avec les derniers muletiers himalayens (2008).

## Biographie
Jeff Fuchs est citoyen canadien de langues anglaise et hongroise, né à Ottawa au Canada. Il a passé une grande partie de son enfance en Suisse, où s'est établi son amour de la montagne et de l'escalade. Il  est diplômé en photographie commerciale et de Beaux-Arts au collège Dawson de Montréal. Il parle couramment plusieurs langues, parmi lesquelles le  mandarin et le tibétain, et partage son temps entre le Canada, le  district de Shangri-La, en Chine, et l'Europe.
Fuchs a été publié entre autres dans World Geographic, dans le journal de la Société Espagnole de Géographie, New Ideas, Outdoor Exploration, New Traveler, dans le journal de la Silkroad Foundation, Outpost, le Kyoto Journal et le  China Post.
Il fut invité comme orateur à la première Conférence Nord-Américaine du Thé en octobre 2010, pour parler des origines du thé et de son lieu d'apparition, dans le sud du Yunnan. Jeff Fuchs a travaillé avec WildChina, une agence de voyages de groupe, dans le cadre d'une série de treks le long de la route du thé, fin 2010. Fuchs teste des vêtements fabriqués à base de laine de yak par  Khunu, une entreprise de commerce équitable qui achète la laine de yak directement dans les villages isolés du plateau himalayen ou de Mongolie. Il est également membre de l' Explorers Club.

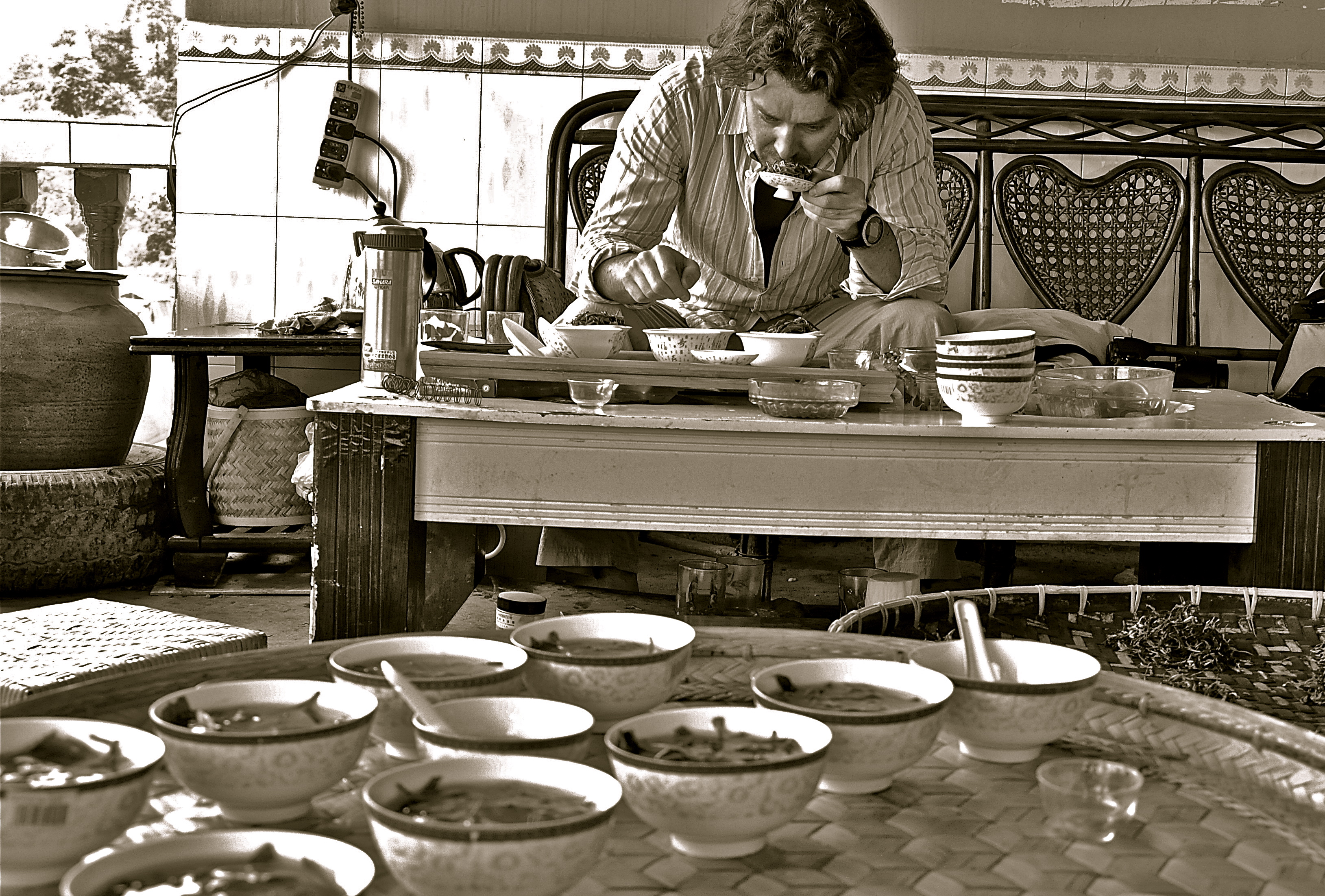
Jeff Fuchs goûtant du thé dans le sud de la province de Yunnan, lieu d'origine des plus vieux théiers de la planète et du fameux thé Puer.

## Anciennes traditions et culture orale

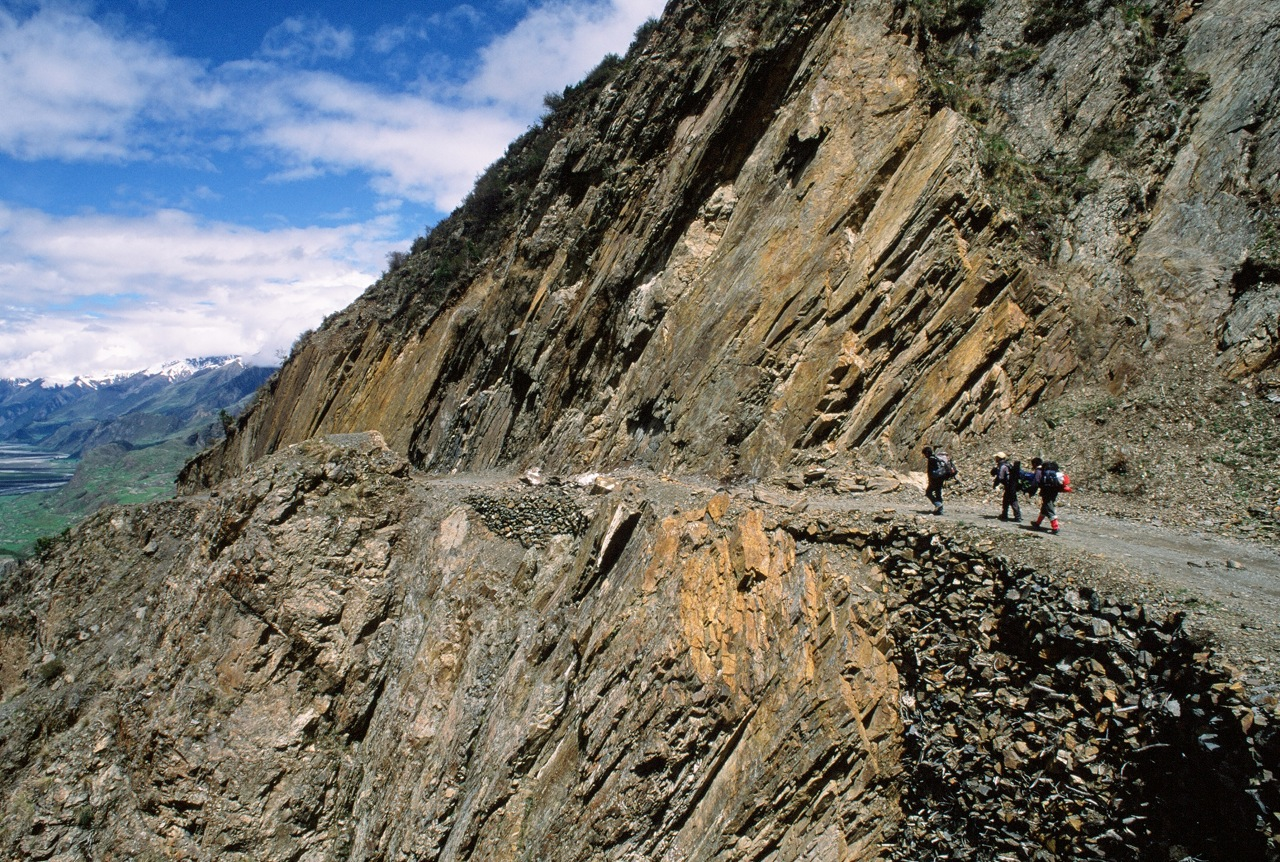
Jeff Fuchs et son équipe sur une partie reculée de la route du thé au cœur de l'Himalaya, sans l'aide d'animaux porteurs.

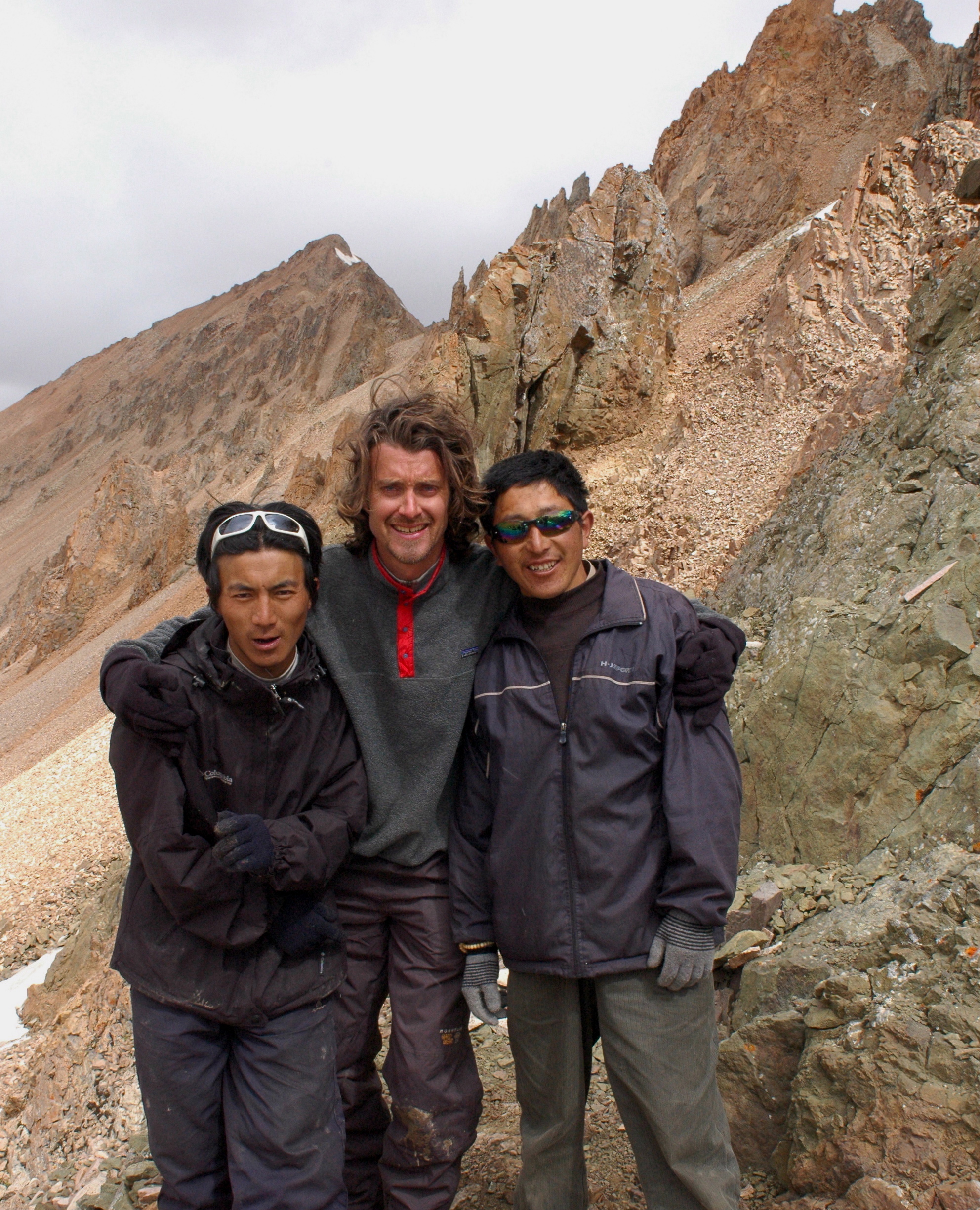
Jeff Fuchs et ses partenaires d'expédition au col de Trola (5400 m d'altitude), dans le Tibet central.

La relation entre les montagnes, les cultures indigènes et le thé, en particulier sur le continent asiatique, a beaucoup influencé le travail de Fuchs. Après avoir passé un nombre considérable d'années entre l'Himalaya et le sud-ouest de la Chine, il s'est trouvé fasciné par les peuples et la culture orale entourant les anciennes caravanes de thé. Cet intérêt a culminé dans un voyage pour retracer le chemin de l'ancienne route commerciale la plus haute du monde, devenant ainsi le premier occidental à parcourir ce chemin. Fuchs a attiré l'attention du public sur cette histoire à travers son livre The Ancient Tea Horse Road : Travels with the Last of the Himalayan Muleteers (2008), où il raconte son parcours de 6000 kilomètres en sept mois et demi.